# Frekvensmodulering

Jämförelse av amplitudmodulering och frekvensmodulering

Frekvensmodulering, FM, är en metod främst inom radiokommunikationen för att överföra en signal som beskriver tal, musik eller annan information. Frekvensmodulering innebär att en bärvåg (en ton eller en radiovåg) återspeglar hur signalen ändras genom att bärvågens frekvens ändras i takt med signalstyrkan. Mottagaren av den modulerade bärvågen måste sedan återskapa den ursprungliga signalen, alltså göra en demodulering, för att kunna tillgodogöra sig informationen. Demodulering kan göras med olika metoder, i gamla radiomottagare användes Foster Seeley detektor eller  kvotdetektor, modernare varianter är kvadraturdetektor och detektering med faslåst slinga (PLL).

## Exempel
Motorljudet från en båt eller ett propellerflygplan kan förenklat ses som en ton som varierar med gaspådraget. Denna ton är i princip en bärvåg som frekvensmoduleras med information om gasreglagets läge. En baston betyder litet gaspådrag och en diskantton betyder stort pådrag. Genom att lyssna på tonhöjden och dess förändringar kan man även på långt avstånd förstå hur gasreglaget hanteras.
En högtalare är en pappersstrut som vibrerar för att skapa ljudvågor. När vi lyssnar på en FM-radiosändare, tar vi emot en radiobärvåg som styr högtalarens rörelser genom små frekvensändringar. När bärvågens frekvens blir högre än vanligt skjuts högtalarens pappersstrut framåt, och när frekvensen blir lägre än vanligt dras struten bakåt. På så sätt följer struten slaviskt bärvågens frekvensändringar och återskapar därmed den ljudsignal som sändaren vill förmedla.

## Matematisk beskrivning
En signal {\displaystyle x(t)} som frekvensmoduleras med frekvensen {\displaystyle f_{m}} kan skrivas som:
{\displaystyle y(t)=A\cos \left[2\pi \int _{0}^{t}(f_{m}+Bx(\tau ))d\tau \right]}

## Sving
Sving är inom frekvensmodulering detsamma som topp–till–topp-värdet av amplituden. Termen förväxlas ibland med deviation.

## Användning

### FM-radio
Frekvensmodulering är den i dag mest populära metoden för sändning av rundradio. FM-radio sänder normalt inom VHF-frekvensbandet 88–108 MHz också kallat FM-bandet. Dessa radiovågor har kort räckvidd, så att en kanal normalt bara täcker en stad plus ett litet område närmast staden. Kraftiga FM-sändare kan dock täcka en mindre region runt sändaren. FM-sändaren i Stockholm kan exempelvis avlyssnas så långt bort som i Nyköping, Norrköping, Uppsala eller Östhammar, om man har en bra antenn på taket.
Radiofrekvenser på VHF-bandet har i normalfallet för kort våglängd för att kunna reflekteras mot jonosfären och därmed följa med jordytans krökning. De har i princip optisk räckvidd, vilket innebär att de bara når till horisonten eller något bortom den. Mellanliggande berg hindrar vågutbredningen och skapar på så sätt radioskugga. Både sändaren och mottagaren kan dock förlänga räckvidden genom en högt placerad antenn. Vid speciella atmosfäriska förhållanden, sporadiska E-skikt i jonosfären och ledskikt i troposfären kan dock exceptionellt långa räckvidder uppstå. Detta kan ibland ge upphov till oönskade signaler från avlägsna sändare som stör mottagningen av en önskad signal från en närliggande sändare.